# サイン本
サイン本（サインぼん）は著者若しくはそれに準じる関係者が署名した書籍をいう。署名する箇所は扉部分が多い。署名以外に為書きなどが添えられる場合もある。また漫画家ではイラストがつく場合もある。

## 入手方法
販促活動の一環として書店などで行われるサイン会などで入手するのが一般的である。この他在庫一層の梃入策としてサイン本が作られ店頭に並ぶ事もある。古書店で「サイン本」として付加価値とともに販売されていることもある。
また評論家の副島隆彦や日垣隆などのように自分のウェブサイトでサイン入りの自著の通信販売を行っている者もいる。植村直己など冒険家が冒険資金を立てることを目的に講演の後に売った本についてサイン会を開くこともある。

## 市場価値
インターネットオークションなどの相対取引では高額で取引される事もあるが一般に殆どの古本屋では作家の署名は汚れとしかみなされず値引対象となる。署名が汚れとして扱われる理由は署名の真贋判定の困難な事が一因である。何万といるであろう著者達全ての署名について一々真贋を鑑定するのは難しく鑑定コストに見合うだけの付加価値が存在し得ない。このように署名が真正とは断定できないため古本屋としては署名を汚れとして扱わざるを得ないのが現状である。ただし鑑定コストに見合うだけの付加価値が存在する夏目漱石などの大文豪の署名についてはこの限りではない。